# Teatro Comunale di Ferrara

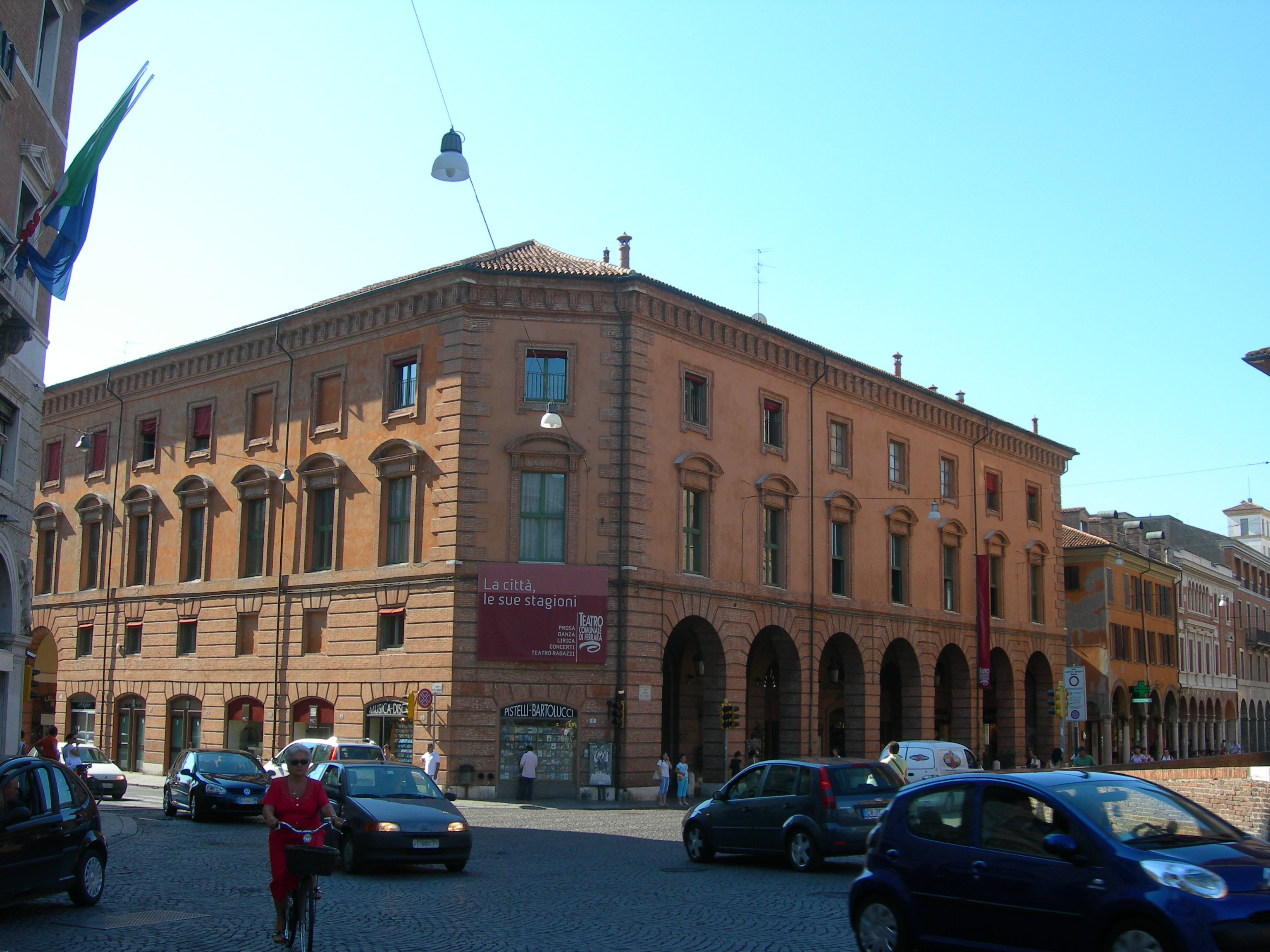
Teatro Comunale in Ferrara

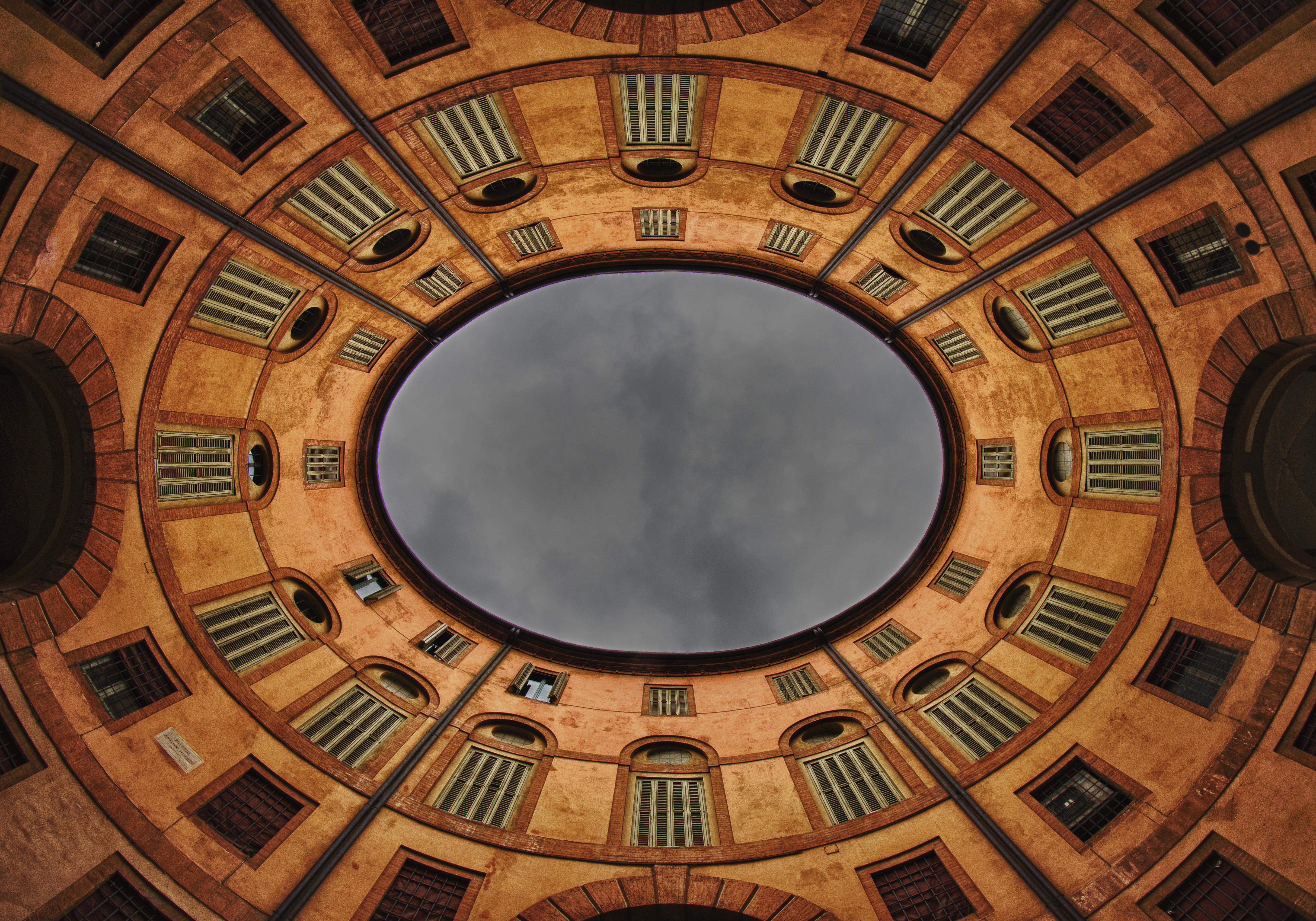
Rotonda Foschini, der Innenhof des Teatro Comunale

Das Teatro Comunale di Ferrara ist ein Opernhaus in Ferrara, einer Stadt in der Region Emilia-Romagna in Italien.
Das Gebäude wurde von den Architekten Cosimo Morelli und Antonio Foschini entworfen und in den Jahren 1786 bis 1797 erbaut. Das Teatro Comunale wurde am 2. September 1798 mit einer Aufführung von Domenico Cimarosas Oper Gli Orazi e i Curiazi eröffnet und verfügt über 990 Sitzplätze. Im März 1812 fand hier die Uraufführung von Ciro in Babilonia, einem frühen Werk von Gioachino Rossini, statt.
Claudio Abbado wählte das Theater für Aufführungen seines Mahler Chamber Orchestra. Es erhielt nach seinem Tod im Frühjahr 2014 den Namen Teatro Claudio Abbado.